# Genoa (Nebraska)
Genoa es una ciudad ubicada en el condado de Nance, Nebraska, Estados Unidos. Tiene una población estimada, a mediados de 2021, de 898 habitantes.

## Geografía
La localidad está ubicada en las coordenadas 41°26′45″N 97°44′00″O / 41.44583, -97.73333. Según la Oficina del Censo de los Estados Unidos, tiene una superficie total de 2.07 km², de la cual 2.05 km² corresponden a tierra firme y 0.02 km² están cubiertos de agua.

## Demografía
Según el censo de 2020, en ese momento había 894 personas residiendo en la localidad. La densidad de población era de 436.10 hab./km². El 94.07% de los habitantes eran blancos, el 0.11% era afroamericano, el 0.34% eran amerindios, el 0.22% eran asiáticos, el 0.22% eran de otras razas y el 5.03% eran de una mezcla de razas. Del total de la población, el 2.80% eran hispanos o latinos de cualquier raza.